# Championnat d'Afrique féminin de basket-ball 2019
Navigation
Mali 2017 Cameroun 2021
Le Championnat d'Afrique féminin de basket-ball (Afrobasket) de la FIBA 2019 est le 24e championnat FIBA Afrique pour les femmes, placé sous l’égide de la FIBA, instance mondiale régissant le basket-ball. Le tournoi est organisé par le Sénégal, à la Dakar Arena du 10 au 18 août 2019.
Les six équipes les mieux classées prendront part au tournoi de pré-qualification de FIBA Afrique pour les JO de Tokyo 2020.
Le Nigeria conserve son titre en s'imposant en finale face au Sénégal sur le score de 60 à 55.

## Sélection du pays hôte
En avril 2019, la FIBA Afrique indique que Madagascar, la Tunisie et le Nigeria sont les trois pays candidats à l'organisation du tournoi.
Le 7 juin 2019, la FIBA Afrique annonce que le Sénégal sera le pays hôte de la compétition,.

## Qualification
Le Sénégal, en tant que pays organisateur, ainsi que le Nigeria, le Mali et le Mozambique, demi-finalistes de l'édition 2017, sont qualifiés d'office.
Les autres pays doivent participer à des tournois de qualification par zone géographique.
| Moyen de qualification                | Nombre de places | Pays qualifiés |
| ------------------------------------- | ---------------- | -------------- |
| Pays hôte                             | Sénégal          | 1              |
| Demi-finalistes de l'édition 2017     | Mali             | 3              |
| Demi-finalistes de l'édition 2017     | Mozambique       | 3              |
| Demi-finalistes de l'édition 2017     | Nigeria          | 3              |
| Tournoi de qualification de la Zone 1 | Tunisie          | 1              |
| Tournoi de qualification de la Zone 2 | Cap-Vert         | 1              |
| Tournoi de qualification de la Zone 3 | Côte d'Ivoire    | 1              |
| Tournoi de qualification de la Zone 4 | Cameroun         | 1              |
| Tournoi de qualification de la Zone 5 | Égypte           | 1              |
| Tournoi de qualification de la Zone 6 | Angola           | 1              |
| Wild card                             | Kenya            | 2              |
| Wild card                             | RD Congo         | 2              |

## Effectifs
Chaque nation est représentée par un effectif de 12 joueuses ; le Kenya n'aligne que 10 joueuses.
- Angola : Italee Lucas, Fineza Eusébio, Regina Pequeno, Felizarda Jorge, Rosemira Daniel, Alexia Dizeko, Luísa Macuto Tomás, Elisabeth Mateus, Nadir Manuel, Ngiendula Filipe, Avelina Peso, Cristina Matiquite. Sélectionneur : Apolinário Paquete[11]
- Cameroun : Alexandra Green, Paola Nyinkeu, Solange Ebondji, Baleta Mukoko, Amina Njonkou, Marie Ange Mfoula, Sandrine Ayangma, Larissa Mbong, Amandine Ebogo, Laura Dimithe, Cintia Mbakop, Fre Achiri[12]. Sélectionneur : Natosha Cummings-Price[13]
- Cap-Vert : Jade Leitao, Indira Evora, Analeesia Fernandes, Joseana Vaz, Alzira Martins, Monalisa Mendes, Alexia Barros, Juvelina Bento, Lorreta Rocha, Aylin Pires, Ornela Livramento, Maria Correia[14]. Sélectionneur : Antonio Moreira
- Côte d'Ivoire : Safi Kolga, Hanna Mabelle Amani, Kani Kouyaté, Tracy Yomi, Irène Bognini, Djefarima Diawara, Salimata Berthé, Mariama Kouyaté, Minata Fofana, Edwige Djedjemel, Amandine Kouakou, Mariam Gnanou[15]. Sélectionneur : Alpha Mané[16]
- Égypte : Reem Moussa, Meral Abdelgawad, Nouralla Abdelalim, Fatma Aly, Nada Merssal, Soraya Degheidy, Reem Awad, Asrar Maged Hossny Bakr, Menatalla Awad, Raneem Elgedawy, Hala Elshaarawy, Ganna Marouf. Sélectionneur : Ehab Alalfy[17]
- Kenya : Samba Mjomba, Debrah Atieno, Georgia Adhiambo, Betty Kananu, Hilda Luvandwa, Anne Rose Mandela, Mercy Wanyama, Silalei Shani, Vilma Achieng, Belinda Okoth. Sélectionneur : Ronny Owino[18]
- Mali : Kouta Camara, Adama Coulibaly, Mariam Alou Coulibaly, Assetou Diakité, Goundo Diallo, Rokia Doumbia, Touty Gandega, Kadidia Maïga, Aïssata Maïga, Djeneba N'Diaye, Meiya Tirera, Nassira Traoré. Sélectionneur : Sylvain Lautié[19]
- Mozambique : Anabela Cossa, Amélia Massingue, Denise Ernesto, Delma Zita, Elizabeth Pereira, Eleutéria Lhavanguane, Ingvild Mucauro, Odélia Mafanela, Tamara Seda, Nilza Chiziane, Leia Dongue, Deolinda Gimo[20]. Sélectionneur : Nasir Salé
- Nigeria : Evelyn Akhator, Promise Amukamara, Aisha Balarabe, Elo Edeferioka, Adaora Elonu, Ifunanya Ibekwe, Sarah Imovbioh, Ezinne Kalu, Victoria Macaulay, Jasmine Nwajei, Atonye Nyingifa, Sarah Ogoke. Sélectionneur : Otis Hughley Jr[21]
- RD Congo : Ginette Mfutila Makiese, Marlène Ngobeleza, Naura Bombolo, Sephora Kayolo, Celestine Bisoga, Natacha Mambengya Teba, Chanel Mokango, Betty Kalanga, Mireille Muganza Nyota, Alliance Ndiba, Pauline Akonga, Bernadette Ngoyisa[22]. Sélectionneur : Papy Kiembe
- Sénégal : Fatou Diagne, Maïmouna Diarra, Bintou Dieme, Yacine Diop, Mame Diodio Diouf, Aida Fall, Lena Niang, Oumoul Khairy Sarr, Ndeye Sene, Mame-Marie Sy-Diop, Astou Traoré, Lala Wane. Sélectionneur : Cheikh Sarr[23]
- Tunisie : Marwa Shili, Monia Ben Mechlia, Maroua Baccar, Imen Jedidi Mistiri, Wafa Loubiri, Sirine Ben Gara, Rania Laouini, Rania Houch, Meriem Hamrouni, Houda Hamrouni, Khouloud Mefteh, Hela Msadek[24]. Sélectionneur : Mouez Mestiri[25]

## Compétition
Le tirage au sort se déroule le 29 juillet à Dakar.

### Phase de groupes
La phase de groupes se déroule du 10 au 13 août 2019.
Les premiers de chaque groupe se qualifient directement pour les quarts de finale. Les autres équipes jouent les barrages.

#### Groupe A
| Rang | Équipe        | Pts | J | G | P | Pp  | Pc  | Diff |  | Résultats     |  |       |       |
| ---- | ------------- | --- | - | - | - | --- | --- | ---- |  | ------------- |  | ----- | ----- |
| 1    | Sénégal       | 4   | 2 | 2 | 0 | 162 | 83  | 79   |  | Sénégal       |  | 77-36 | 85-47 |
| 2    | Côte d'Ivoire | 2   | 2 | 1 | 1 | 107 | 144 | -37  |  | Côte d'Ivoire |  |       | 71-67 |
| 3    | Égypte        | 2   | 2 | 0 | 2 | 114 | 156 | -42  |  | Égypte        |  |       |       |

| 10 août 2019 19 h 00 UTC±00:00 | Rapport | Sénégal                                          | 77-36                    | Côte d'Ivoire                                                     |  | Dakar Arena, Dakar Arbitres : Chahinaz Boussetta (MAR), Dorothy Okatch (BOT), Erick Otieno (KEN) |
| 10 août 2019 19 h 00 UTC±00:00 | Rapport | Score par quart-temps : 15-18, 22-4, 28-12, 12-2 |                          |                                                                   |  | Dakar Arena, Dakar Arbitres : Chahinaz Boussetta (MAR), Dorothy Okatch (BOT), Erick Otieno (KEN) |
| 10 août 2019 19 h 00 UTC±00:00 | Rapport | Astou Traoré, 19 Fatou Diagne, 9 Bintou Diémé, 7 | Points Rebonds Passes d. | Kani Kouyaté, 9 Kani Kouyaté, Amandine Kouakou, 6 Kani Kouyaté, 3 |  | Dakar Arena, Dakar Arbitres : Chahinaz Boussetta (MAR), Dorothy Okatch (BOT), Erick Otieno (KEN) |

| 11 août 2019 16 h 30 UTC±00:00 | Rapport | Côte d'Ivoire                                          | 71-67                    | Égypte                                                |  | Dakar Arena, Dakar Arbitres : Walelign Gebeto (ETH), Artur De Castro (MOZ), Mbayi Ntela (COD) |
| 11 août 2019 16 h 30 UTC±00:00 | Rapport | Score par quart-temps : 20-13, 11-21, 22-13, 18-20     |                          |                                                       |  | Dakar Arena, Dakar Arbitres : Walelign Gebeto (ETH), Artur De Castro (MOZ), Mbayi Ntela (COD) |
| 11 août 2019 16 h 30 UTC±00:00 | Rapport | Djefarina Diawara, 32 Kani Kouyaté, 12 Kani Kouyaté, 5 | Points Rebonds Passes d. | Soraya Degheidy, 21 Raneem Elgedawy, 7 Reem Moussa, 5 |  | Dakar Arena, Dakar Arbitres : Walelign Gebeto (ETH), Artur De Castro (MOZ), Mbayi Ntela (COD) |

| 13 août 2019 19 h 00 UTC±00:00 | Rapport | Égypte                                            | 47-85                    | Sénégal                                            |  | Dakar Arena, Dakar Arbitres : Walelign Gebeto (ETH), David Domingos (ANG), Erick Otieno (KEN) |
| 13 août 2019 19 h 00 UTC±00:00 | Rapport | Score par quart-temps : 11-25, 14-16, 16-18, 6-26 |                          |                                                    |  | Dakar Arena, Dakar Arbitres : Walelign Gebeto (ETH), David Domingos (ANG), Erick Otieno (KEN) |
| 13 août 2019 19 h 00 UTC±00:00 | Rapport | Fatma Aly, 17 Fatma Aly, 9 Menatalla Awad, 3      | Points Rebonds Passes d. | Ndèye Sène, 17 Maimouna Diarra, 11 Bintou Diémé, 9 |  | Dakar Arena, Dakar Arbitres : Walelign Gebeto (ETH), David Domingos (ANG), Erick Otieno (KEN) |

#### Groupe B
| Rang | Équipe   | Pts | J | G | P | Pp  | Pc  | Diff |  | Résultats |  |        |       |
| ---- | -------- | --- | - | - | - | --- | --- | ---- |  | --------- |  | ------ | ----- |
| 1    | Nigeria  | 4   | 2 | 2 | 0 | 181 | 65  | 116  |  | Nigeria   |  | 106-39 | 75-26 |
| 2    | Cameroun | 3   | 2 | 1 | 1 | 134 | 159 | -25  |  | Cameroun  |  |        | 95-53 |
| 3    | Tunisie  | 2   | 2 | 0 | 2 | 79  | 170 | -91  |  | Tunisie   |  |        |       |

| 10 août 2019 10 h 00 UTC±00:00 | Rapport | Nigeria                                              | 75-26                    | Tunisie                                                          |  | Dakar Arena, Dakar Arbitres : Walelign Gebeto (ETH), Mbayi Ntela (COD), Mohamed Diawara (MLI) |
| 10 août 2019 10 h 00 UTC±00:00 | Rapport | Score par quart-temps : 14–5, 26–4, 17-5, 18-11      |                          |                                                                  |  | Dakar Arena, Dakar Arbitres : Walelign Gebeto (ETH), Mbayi Ntela (COD), Mohamed Diawara (MLI) |
| 10 août 2019 10 h 00 UTC±00:00 | Rapport | Evelyn Akhator, 13 Evelyn Akhator, 10 Ezinne Kalu, 3 | Points Rebonds Passes d. | Rania Laouini, 5 Rania Laouini, 8 Houda Hamrouni, Hela Msadek, 2 |  | Dakar Arena, Dakar Arbitres : Walelign Gebeto (ETH), Mbayi Ntela (COD), Mohamed Diawara (MLI) |

| 11 août 2019 14:00 UTC±00:00 | Rapport | Tunisie                                                              | 53-95                    | Cameroun                                                             |  | Dakar Arena, Dakar Arbitres : Chahinaz Boussetta (TUN), David Dimongos (ANG), Mohamed Diawara (MLI) |
| 11 août 2019 14:00 UTC±00:00 | Rapport | Score par quart-temps : 5-23, 25-21, 10-25, 13-26                    |                          |                                                                      |  | Dakar Arena, Dakar Arbitres : Chahinaz Boussetta (TUN), David Dimongos (ANG), Mohamed Diawara (MLI) |
| 11 août 2019 14:00 UTC±00:00 | Rapport | Houda Hamrouni, 14 Maroua Baccar, Houda Hamrouni, 4 Maroua Baccar, 4 | Points Rebonds Passes d. | Laura Dimithé, 15 Amina Njonkou, 10 Alexandra Green, Baleta Mukoko 4 |  | Dakar Arena, Dakar Arbitres : Chahinaz Boussetta (TUN), David Dimongos (ANG), Mohamed Diawara (MLI) |

| 13 août 2019 16 h 30 UTC±00:00 | Rapport | Cameroun                                                             | 39-106                   | Nigeria                                            |  | Dakar Arena, Dakar Arbitres : Oskars Lucis (LAT), Artur De Castro (MOZ), Joyce Muchenu (ZIM) |
| 13 août 2019 16 h 30 UTC±00:00 | Rapport | Score par quart-temps : 7-21, 16-28, 10-23, 6-34                     |                          |                                                    |  | Dakar Arena, Dakar Arbitres : Oskars Lucis (LAT), Artur De Castro (MOZ), Joyce Muchenu (ZIM) |
| 13 août 2019 16 h 30 UTC±00:00 | Rapport | Amina Njonkou, 16 Amina Njonkou, 8 Alexandra Green, Baleta Mukoko, 2 | Points Rebonds Passes d. | quatre joueuses, 14 Adaora Elonu, 8 Ezinne Kalu, 4 |  | Dakar Arena, Dakar Arbitres : Oskars Lucis (LAT), Artur De Castro (MOZ), Joyce Muchenu (ZIM) |

#### Groupe C
| Rang | Équipe   | Pts | J | G | P | Pp  | Pc  | Diff |  | Résultats |  |       |       |
| ---- | -------- | --- | - | - | - | --- | --- | ---- |  | --------- |  | ----- | ----- |
| 1    | Mali     | 4   | 2 | 2 | 0 | 153 | 119 | 34   |  | Mali      |  | 71-63 | 82-56 |
| 2    | Angola   | 3   | 2 | 1 | 1 | 132 | 120 | 12   |  | Angola    |  |       | 69-49 |
| 3    | RD Congo | 2   | 2 | 0 | 2 | 105 | 151 | -46  |  | RD Congo  |  |       |       |

| 10 août 2019 15 h 00 UTC±00:00 | Rapport | Mali                                                | 71-63                    | Angola                                             |  | Dakar Arena, Dakar Arbitres : Oskars Lucis (LAT), Aya Ahmed (EGY), Arbia Belghith (TUN) |
| 10 août 2019 15 h 00 UTC±00:00 | Rapport | Score par quart-temps : 16-16, 14-10, 21-24, 20-13  |                          |                                                    |  | Dakar Arena, Dakar Arbitres : Oskars Lucis (LAT), Aya Ahmed (EGY), Arbia Belghith (TUN) |
| 10 août 2019 15 h 00 UTC±00:00 | Rapport | Meiya Tirera, 16 Meiya Tirera, 12 Nassira Traoré, 6 | Points Rebonds Passes d. | Alexia Dizeko, 17 Nadir Manuel, 10 Italee Lucas, 7 |  | Dakar Arena, Dakar Arbitres : Oskars Lucis (LAT), Aya Ahmed (EGY), Arbia Belghith (TUN) |

| 11 août 2019 19 h 00 UTC±00:00 | Rapport | Angola                                                          | 69-49                    | RD Congo                                                          |  | Dakar Arena, Dakar Arbitres : Oskars Lucis (LAT), Ndeye Diagne (SEN), Aya Ahmed (EGY) |
| 11 août 2019 19 h 00 UTC±00:00 | Rapport | Score par quart-temps : 25-17, 13-7, 17-13, 14-12               |                          |                                                                   |  | Dakar Arena, Dakar Arbitres : Oskars Lucis (LAT), Ndeye Diagne (SEN), Aya Ahmed (EGY) |
| 11 août 2019 19 h 00 UTC±00:00 | Rapport | Italee Lucas, 18 Fineza Eusébio, Nadir Manuel 8 Italee Lucas, 6 | Points Rebonds Passes d. | Pauline Akonga, 14 Ginette Mfutila Makiese, 13 quatre joueuses, 2 |  | Dakar Arena, Dakar Arbitres : Oskars Lucis (LAT), Ndeye Diagne (SEN), Aya Ahmed (EGY) |

| 13 août 2019 14 h 00 UTC±00:00 | Rapport | RD Congo                                                          | 56-82                    | Mali                                                   |  | Dakar Arena, Dakar Arbitres : Chahinaz Boussetta (MAR), Dorothy Okatch (BOT), Opeyemi Ogunleye (NGA) |
| 13 août 2019 14 h 00 UTC±00:00 | Rapport | Score par quart-temps : 16-13, 9-22, 13-30, 18-17                 |                          |                                                        |  | Dakar Arena, Dakar Arbitres : Chahinaz Boussetta (MAR), Dorothy Okatch (BOT), Opeyemi Ogunleye (NGA) |
| 13 août 2019 14 h 00 UTC±00:00 | Rapport | Marlène Ngobeleza, 12 Pauline Akonga, 8 Mireille Muganza Nyota, 4 | Points Rebonds Passes d. | Touty Gandega, 19 trois joueuses, 7 quatre joueuses, 3 |  | Dakar Arena, Dakar Arbitres : Chahinaz Boussetta (MAR), Dorothy Okatch (BOT), Opeyemi Ogunleye (NGA) |

#### Groupe D
| Rang | Équipe     | Pts | J | G | P | Pp  | Pc  | Diff |  | Résultats  |  |       |       |
| ---- | ---------- | --- | - | - | - | --- | --- | ---- |  | ---------- |  | ----- | ----- |
| 1    | Mozambique | 2   | 2 | 2 | 0 | 115 | 90  | 25   |  | Mozambique |  | 60-51 | 55-39 |
| 2    | Cap-Vert   | 2   | 2 | 1 | 1 | 115 | 117 | -2   |  | Cap-Vert   |  |       | 64-57 |
| 3    | Kenya      | 2   | 2 | 0 | 2 | 96  | 119 | -23  |  | Kenya      |  |       |       |

| 10 août 2019 12 h 30 UTC±00:00 | Rapport | Mozambique                                      | 55-39                    | Kenya                                                 |  | Dakar Arena, Dakar Arbitres : Ndeye Diagne (SEN), Aboulaye Kamagate (CIV), Opeyemi Ogunleye (NGA) |
| 10 août 2019 12 h 30 UTC±00:00 | Rapport | Score par quart-temps : 18-11, 14-9, 9-8, 14-11 |                          |                                                       |  | Dakar Arena, Dakar Arbitres : Ndeye Diagne (SEN), Aboulaye Kamagate (CIV), Opeyemi Ogunleye (NGA) |
| 10 août 2019 12 h 30 UTC±00:00 | Rapport | Tamara Seda, 15 Tamara Seda, 10 Delma Zita, 8   | Points Rebonds Passes d. | Mercy Wanyama, 9 Mercy Wanyama, 12 quatre joueuses; 1 |  | Dakar Arena, Dakar Arbitres : Ndeye Diagne (SEN), Aboulaye Kamagate (CIV), Opeyemi Ogunleye (NGA) |

| 11 août 2019 11 h 30 UTC±00:00 | Rapport | Kenya                                              | 57-64                    | Cap-Vert                                                            |  | Dakar Arena, Dakar Arbitres : Joyce Muchenu (ZIM), Dorothy Okatch (BOT), Arbia Belghith (TUN) |
| 11 août 2019 11 h 30 UTC±00:00 | Rapport | Score par quart-temps : 12-16, 11-16, 14-21, 20-11 |                          |                                                                     |  | Dakar Arena, Dakar Arbitres : Joyce Muchenu (ZIM), Dorothy Okatch (BOT), Arbia Belghith (TUN) |
| 11 août 2019 11 h 30 UTC±00:00 | Rapport | Vilma Owino, 15 Vilma Owino, 11 Hilda Indasi, 3    | Points Rebonds Passes d. | Alexia Barros, 19 Joseana Vaz, 12 Jade Leitão, Ornela Livramento, 5 |  | Dakar Arena, Dakar Arbitres : Joyce Muchenu (ZIM), Dorothy Okatch (BOT), Arbia Belghith (TUN) |

| 13 août 2019 11 h 30 UTC±00:00 | Rapport | Cap-Vert                                                             | 51-60                    | Mozambique                                                             |  | Dakar Arena, Dakar Arbitres : Aboulaye Kamagate (CIV), Aya Ahmed (EGY), Arbia Belghith (TUN) |
| 13 août 2019 11 h 30 UTC±00:00 | Rapport | Score par quart-temps : 3-10, 18-17, 8-22, 22-11                     |                          |                                                                        |  | Dakar Arena, Dakar Arbitres : Aboulaye Kamagate (CIV), Aya Ahmed (EGY), Arbia Belghith (TUN) |
| 13 août 2019 11 h 30 UTC±00:00 | Rapport | Joseana Vaz, 14 Lorreta Rocha, 6 Alexia Barros, Ornela Livramento, 2 | Points Rebonds Passes d. | Anabela Cossa, 10 Tamara Seda, 14 Eleuteria Lhavanguane, Delma Zita, 3 |  | Dakar Arena, Dakar Arbitres : Aboulaye Kamagate (CIV), Aya Ahmed (EGY), Arbia Belghith (TUN) |

### Phase finale
|  | Barrages      | Barrages      | Barrages      | Barrages      |            |            | Quarts de finale | Quarts de finale | Quarts de finale | Quarts de finale |                 |                 | Demi-finales | Demi-finales | Demi-finales | Demi-finales |  |  | Finale  | Finale  | Finale  | Finale  |
|  |               |               |               |               |            |            |                  |                  |                  |                  |                 |                 |              |              |              |              |  |  |         |         |         |         |
|  | 14 août       | 14 août       | 14 août       | 14 août       |            |            | 15 août          | 15 août          | 15 août          | 15 août          |                 |                 | 16 août      | 16 août      | 16 août      | 16 août      |  |  | 18 août | 18 août | 18 août | 18 août |
|  | Angola        | Angola        | 64            | 64            |            |            | 15 août          | 15 août          | 15 août          | 15 août          |                 |                 | 16 août      | 16 août      | 16 août      | 16 août      |  |  | 18 août | 18 août | 18 août | 18 août |
|  | Angola        | Angola        | 64            | 64            |            |            | 15 août          | 15 août          | 15 août          | 15 août          |                 |                 | 16 août      | 16 août      | 16 août      | 16 août      |  |  | 18 août | 18 août | 18 août | 18 août |
|  | Kenya         | Kenya         | 51            | 51            |            |            | 15 août          | 15 août          | 15 août          | 15 août          |                 |                 | 16 août      | 16 août      | 16 août      | 16 août      |  |  | 18 août | 18 août | 18 août | 18 août |
|  | Kenya         | Kenya         | 51            | 51            | Sénégal    | Sénégal    | 88               | 88               |                  |                  |                 |                 | 16 août      | 16 août      | 16 août      | 16 août      |  |  | 18 août | 18 août | 18 août | 18 août |
|  |               |               |               |               | Sénégal    | Sénégal    | 88               | 88               |                  |                  |                 |                 | 16 août      | 16 août      | 16 août      | 16 août      |  |  | 18 août | 18 août | 18 août | 18 août |
|  |               |               | Angola        | Angola        | 54         | 54         |                  |                  |                  |                  |                 |                 | 16 août      | 16 août      | 16 août      | 16 août      |  |  | 18 août | 18 août | 18 août | 18 août |
|  |               |               |               |               | 54         | 54         |                  |                  |                  |                  |                 |                 | 16 août      | 16 août      | 16 août      | 16 août      |  |  | 18 août | 18 août | 18 août | 18 août |
|  |               | 15 août       |               |               |            |            |                  |                  |                  |                  |                 |                 | 16 août      | 16 août      | 16 août      | 16 août      |  |  | 18 août | 18 août | 18 août | 18 août |
|  |               |               |               |               |            |            |                  |                  |                  |                  |                 |                 | 16 août      | 16 août      | 16 août      | 16 août      |  |  | 18 août | 18 août | 18 août | 18 août |
|  | Sénégal       | Sénégal       | 60            | 60            |            |            |                  |                  |                  |                  |                 |                 |              |              |              |              |  |  | 18 août | 18 août | 18 août | 18 août |
|  | Sénégal       | Sénégal       | 60            | 60            | 14 août    |            |                  |                  |                  |                  |                 |                 |              |              |              |              |  |  | 18 août | 18 août | 18 août | 18 août |
|  |               |               | Mozambique    | Mozambique    | 57         | 57         |                  |                  |                  |                  |                 |                 |              |              |              |              |  |  | 18 août | 18 août | 18 août | 18 août |
|  | Cameroun      | Cameroun      | Mozambique    | Mozambique    | 57         | 57         | 63               | 63               |                  |                  |                 |                 |              |              |              |              |  |  | 18 août | 18 août | 18 août | 18 août |
|  | Cameroun      | Cameroun      | 16 août       |               |            |            | 63               | 63               |                  |                  |                 |                 |              |              |              |              |  |  | 18 août | 18 août | 18 août | 18 août |
|  | Égypte        | Égypte        | 68            | 68            |            |            |                  |                  |                  |                  |                 |                 |              |              |              |              |  |  | 18 août | 18 août | 18 août | 18 août |
|  | Égypte        | Égypte        | 68            | 68            | Mozambique | Mozambique | 80               | 80               |                  |                  |                 |                 |              |              |              |              |  |  | 18 août | 18 août | 18 août | 18 août |
|  |               |               |               |               | Mozambique | Mozambique | 80               | 80               |                  |                  |                 |                 |              |              |              |              |  |  | 18 août | 18 août | 18 août | 18 août |
|  |               |               | Égypte        | Égypte        | 66         | 66         |                  |                  |                  |                  |                 |                 |              |              |              |              |  |  | 18 août | 18 août | 18 août | 18 août |
|  |               |               |               |               | 66         | 66         |                  |                  |                  |                  |                 |                 |              |              |              |              |  |  | 18 août | 18 août | 18 août | 18 août |
|  |               | 15 août       |               |               |            |            |                  |                  |                  |                  |                 |                 |              |              |              |              |  |  | 18 août | 18 août | 18 août | 18 août |
|  |               |               |               |               |            |            |                  |                  |                  |                  |                 |                 |              |              |              |              |  |  | 18 août | 18 août | 18 août | 18 août |
|  | Sénégal       | Sénégal       | 55            | 55            |            |            |                  |                  |                  |                  |                 |                 |              |              |              |              |  |  |         |         |         |         |
|  | Sénégal       | Sénégal       | 55            | 55            | 14 août    |            |                  |                  |                  |                  |                 |                 |              |              |              |              |  |  |         |         |         |         |
|  |               |               | Nigeria       | Nigeria       | 60         | 60         |                  |                  |                  |                  |                 |                 |              |              |              |              |  |  |         |         |         |         |
|  | Cap-Vert      | Cap-Vert      | Nigeria       | Nigeria       | 60         | 60         | 46               | 46               |                  |                  |                 |                 |              |              |              |              |  |  |         |         |         |         |
|  | Cap-Vert      | Cap-Vert      |               |               |            |            |                  | 46               |                  |                  |                 |                 |              |              |              |              |  |  |         |         |         |         |
|  | RD Congo      | RD Congo      | 78            | 78            |            |            |                  |                  |                  |                  |                 |                 |              |              |              |              |  |  |         |         |         |         |
|  | RD Congo      | RD Congo      | 78            | 78            | Nigeria    | Nigeria    | 79               | 79               |                  |                  |                 |                 |              |              |              |              |  |  |         |         |         |         |
|  |               |               |               |               | Nigeria    | Nigeria    | 79               | 79               |                  |                  |                 |                 |              |              |              |              |  |  |         |         |         |         |
|  |               |               | RD Congo      | RD Congo      | 46         | 46         |                  |                  |                  |                  |                 |                 |              |              |              |              |  |  |         |         |         |         |
|  |               |               |               |               | 46         | 46         |                  |                  |                  |                  |                 |                 |              |              |              |              |  |  |         |         |         |         |
|  |               | 15 août       |               |               |            |            |                  |                  |                  |                  |                 |                 |              |              |              |              |  |  |         |         |         |         |
|  |               |               |               |               |            |            |                  |                  |                  |                  |                 |                 |              |              |              |              |  |  |         |         |         |         |
|  | Nigeria       | Nigeria       | 79            | 79            |            |            |                  |                  |                  |                  |                 |                 |              |              |              |              |  |  |         |         |         |         |
|  | Nigeria       | Nigeria       | 79            | 79            | 14 août    |            |                  |                  |                  |                  |                 |                 |              |              |              |              |  |  |         |         |         |         |
|  |               |               | Mali          | Mali          | 58         | 58         |                  |                  |                  |                  |                 |                 |              |              |              |              |  |  |         |         |         |         |
|  | Côte d'Ivoire | Côte d'Ivoire | Mali          | Mali          | 58         | 58         | 74               | 74               |                  |                  |                 |                 |              |              |              |              |  |  |         |         |         |         |
|  | Côte d'Ivoire | Côte d'Ivoire |               |               |            |            |                  | 74               |                  |                  |                 |                 |              |              |              |              |  |  |         |         |         |         |
|  | Tunisie       | Tunisie       | 50            | 50            |            |            |                  |                  |                  |                  |                 |                 |              |              |              |              |  |  |         |         |         |         |
|  | Tunisie       | Tunisie       | 50            | 50            | Mali       | Mali       | 60               | 60               | Troisième place  | Troisième place  | Troisième place | Troisième place |              |              |              |              |  |  |         |         |         |         |
|  |               |               |               |               | Mali       | Mali       | 60               | 60               | Troisième place  | Troisième place  | Troisième place | Troisième place |              |              |              |              |  |  |         |         |         |         |
|  |               |               | Côte d'Ivoire | Côte d'Ivoire | 51         | 51         |                  |                  | 18 août          | 18 août          | 18 août         | 18 août         |              |              |              |              |  |  |         |         |         |         |
|  |               |               |               |               | 51         | 51         |                  |                  | 18 août          | 18 août          | 18 août         | 18 août         |              |              |              |              |  |  |         |         |         |         |
|  |               |               |               |               |            |            |                  | Mozambique       | Mozambique       | 54               | 54              |                 |              |              |              |              |  |  |         |         |         |         |
|  |               |               |               |               |            |            |                  | Mozambique       | Mozambique       | 54               | 54              |                 |              |              |              |              |  |  |         |         |         |         |
|  | Mali          | Mali          | 66            | 66            |            |            |                  |                  |                  |                  |                 |                 |              |              |              |              |  |  |         |         |         |         |
|  |               |               |               |               |            |            |                  |                  |                  |                  |                 |                 |              |              |              |              |  |  |         |         |         |         |

|  | Barrages pour la 5e place | Barrages pour la 5e place | Barrages pour la 5e place | Barrages pour la 5e place |                        |        | Match pour la 5e place | Match pour la 5e place | Match pour la 5e place | Match pour la 5e place |
|  |                           |                           |                           |                           |                        |        |                        |                        |                        |                        |
|  | 16 août                   | 16 août                   | 16 août                   | 16 août                   |                        |        | 17 août                | 17 août                | 17 août                | 17 août                |
|  | Angola                    | Angola                    | 68                        | 68                        |                        |        | 17 août                | 17 août                | 17 août                | 17 août                |
|  | Angola                    | Angola                    | 68                        | 68                        |                        |        | 17 août                | 17 août                | 17 août                | 17 août                |
|  | Égypte                    | Égypte                    | 66                        | 66                        |                        |        | 17 août                | 17 août                | 17 août                | 17 août                |
|  | Égypte                    | Égypte                    | 66                        | 66                        | Angola                 | Angola | 68                     | 68                     |                        |                        |
|  | 16 août                   |                           |                           |                           | Angola                 | Angola | 68                     | 68                     |                        |                        |
|  |                           |                           | RD Congo                  | RD Congo                  | 48                     | 48     |                        |                        |                        |                        |
|  | RD Congo                  | RD Congo                  | RD Congo                  | RD Congo                  | 48                     | 48     | 54                     | 54                     |                        |                        |
|  | RD Congo                  | RD Congo                  |                           |                           |                        |        |                        | 54                     |                        |                        |
|  | Côte d'Ivoire             | Côte d'Ivoire             | 47                        | 47                        |                        |        |                        |                        |                        |                        |
|  | Côte d'Ivoire             | Côte d'Ivoire             | 47                        | 47                        | Match pour la 7e place |        |                        |                        |                        |                        |
|  |                           |                           |                           |                           |                        |        |                        |                        |                        |                        |
|  | 17 août                   |                           |                           |                           |                        |        |                        |                        |                        |                        |
|  | Égypte                    | Égypte                    | 62                        | 62                        |                        |        |                        |                        |                        |                        |
|  | Égypte                    | Égypte                    | 62                        | 62                        |                        |        |                        |                        |                        |                        |
|  | Côte d'Ivoire             | Côte d'Ivoire             | 58                        | 58                        |                        |        |                        |                        |                        |                        |
|  | Côte d'Ivoire             | Côte d'Ivoire             | 58                        | 58                        |                        |        |                        |                        |                        |                        |

#### Barrages
| 14 août 2019 11 h 30 UTC±00:00 | Rapport | Angola                                                | 64-51                    | Kenya                                                              |  | Dakar Arena, Dakar Arbitres : Opeyemi Ogunleye (NGA), Arbia Belghith (TUN), Mbayi Ntela (COD) |
| 14 août 2019 11 h 30 UTC±00:00 | Rapport | Score par quart-temps : 15–12, 14–17, 23–10, 12–12    |                          |                                                                    |  | Dakar Arena, Dakar Arbitres : Opeyemi Ogunleye (NGA), Arbia Belghith (TUN), Mbayi Ntela (COD) |
| 14 août 2019 11 h 30 UTC±00:00 | Rapport | Rosemira Daniel, 15 Luisa Macuto, 9 trois joueuses, 2 | Points Rebonds Passes d. | Belinda Okoth, 12 Mercy Wanyama, 8 Deborah Obunga, Hilda Indasi, 3 |  | Dakar Arena, Dakar Arbitres : Opeyemi Ogunleye (NGA), Arbia Belghith (TUN), Mbayi Ntela (COD) |

| 14 août 2019 14 h 00 UTC±00:00 | Rapport | Cap-Vert                                          | 46-78                    | RD Congo                                                                                    |  | Dakar Arena, Dakar Arbitres : Joyce Muchenu (ZIM), Aboulaye Kamagate (CIV), Mohamed Diawara (MLI) |
| 14 août 2019 14 h 00 UTC±00:00 | Rapport | Score par quart-temps : 13–24, 8–16, 15–17, 10–21 |                          |                                                                                             |  | Dakar Arena, Dakar Arbitres : Joyce Muchenu (ZIM), Aboulaye Kamagate (CIV), Mohamed Diawara (MLI) |
| 14 août 2019 14 h 00 UTC±00:00 | Rapport | Joseana Vaz, 21 Joseana Vaz, 8 Alexia Barros, 5   | Points Rebonds Passes d. | Marlène Ngobeleza, Chanel Mokango, 15 Chanel Mokango, 14 Ginette Mfutila, Pauline Akonga, 4 |  | Dakar Arena, Dakar Arbitres : Joyce Muchenu (ZIM), Aboulaye Kamagate (CIV), Mohamed Diawara (MLI) |

| 14 août 2019 16 h 30 UTC±00:00 | Rapport | Cameroun                                            | 63-68                    | Égypte                                               |  | Dakar Arena, Dakar Arbitres : Walelign Gebeto (ETH), Dorothy Okatch (BOT), Ndeye Diagne (SEN) |
| 14 août 2019 16 h 30 UTC±00:00 | Rapport | Score par quart-temps : 18–12, 16–16, 20–12, 9–28   |                          |                                                      |  | Dakar Arena, Dakar Arbitres : Walelign Gebeto (ETH), Dorothy Okatch (BOT), Ndeye Diagne (SEN) |
| 14 août 2019 16 h 30 UTC±00:00 | Rapport | Marie Mfoula, 12 Amina Njonkou; 11 Paola Nyinkeu, 4 | Points Rebonds Passes d. | Soraya Degheidy, 23 trois joueuses, 5 Reem Moussa, 8 |  | Dakar Arena, Dakar Arbitres : Walelign Gebeto (ETH), Dorothy Okatch (BOT), Ndeye Diagne (SEN) |

| 14 août 2019 19 h 00 UTC±00:00 | Rapport | Côte d'Ivoire                                                | 74-50                    | Tunisie                                                           |  | Dakar Arena, Dakar Arbitres : Artur De Castro (MOZ), David Domingos (ANG), Aya Ahmed (EGY) |
| 14 août 2019 19 h 00 UTC±00:00 | Rapport | Score par quart-temps : 16–16, 14–9, 23–8, 21–17             |                          |                                                                   |  | Dakar Arena, Dakar Arbitres : Artur De Castro (MOZ), David Domingos (ANG), Aya Ahmed (EGY) |
| 14 août 2019 19 h 00 UTC±00:00 | Rapport | Djefarina Diawara, 27 trois joueuses, 7 Djefarina Diawara, 3 | Points Rebonds Passes d. | Wafa Loubiri, 10 Rania Laouini, Wafa Loubiri, 6 trois joueuses, 1 |  | Dakar Arena, Dakar Arbitres : Artur De Castro (MOZ), David Domingos (ANG), Aya Ahmed (EGY) |

#### Quarts de finale
| 15 août 2019 11 h 30 UTC±00:00 | Rapport | Nigeria                                                                | 79-46                    | RD Congo                                                  |  | Dakar Arena, Dakar Arbitres : Artur De Castro (MOZ), Arbia Belghith (ALG), Erick Otieno (KEN) |
| 15 août 2019 11 h 30 UTC±00:00 | Rapport | Score par quart-temps : 22–9, 16–14, 23–9, 18–14                       |                          |                                                           |  | Dakar Arena, Dakar Arbitres : Artur De Castro (MOZ), Arbia Belghith (ALG), Erick Otieno (KEN) |
| 15 août 2019 11 h 30 UTC±00:00 | Rapport | Ezinne Kalu, 17 Sarah Imovbioh, 5 Evelyn Akhator, Promise Amukamara, 5 | Points Rebonds Passes d. | Ginette Mfutila, 15 Chanel Mokango, 7 Mireille Muganza, 3 |  | Dakar Arena, Dakar Arbitres : Artur De Castro (MOZ), Arbia Belghith (ALG), Erick Otieno (KEN) |

| 15 août 2019 14 h 00 UTC±00:00 | Rapport | Mozambique                                        | 80-66                    | Égypte                                                 |  | Dakar Arena, Dakar Arbitres : Chahinaz Boussetta (MAR), Aboulaye Kamagate (CIV), Opeyemi Ogunleye (NGA) |
| 15 août 2019 14 h 00 UTC±00:00 | Rapport | Score par quart-temps : 26–9, 11–19, 16–14, 27–24 |                          |                                                        |  | Dakar Arena, Dakar Arbitres : Chahinaz Boussetta (MAR), Aboulaye Kamagate (CIV), Opeyemi Ogunleye (NGA) |
| 15 août 2019 14 h 00 UTC±00:00 | Rapport | Leia Dongue, 25 Tamara Seda, 13 Delma Zita, 8     | Points Rebonds Passes d. | Soraya Degheidy, 17 Raneem El-Gedawy, 6 Reem Moussa, 5 |  | Dakar Arena, Dakar Arbitres : Chahinaz Boussetta (MAR), Aboulaye Kamagate (CIV), Opeyemi Ogunleye (NGA) |

| 15 août 2019 16 h 30 UTC±00:00 | Rapport | Mali                                                                   | 60-51                    | Côte d'Ivoire                                          |  | Dakar Arena, Dakar Arbitres : Walelign Gebeto (ETH), Ndeye Diagne (SEN), David Domingos (ANG) |
| 15 août 2019 16 h 30 UTC±00:00 | Rapport | Score par quart-temps : 14–12, 15–10, 13–18, 18–11                     |                          |                                                        |  | Dakar Arena, Dakar Arbitres : Walelign Gebeto (ETH), Ndeye Diagne (SEN), David Domingos (ANG) |
| 15 août 2019 16 h 30 UTC±00:00 | Rapport | Touty Gandega, 15 Mariam Coulibaly, 12 Nassira Traoré, Meiya Tireira 3 | Points Rebonds Passes d. | Kani Kouyaté, 15 Mariama Kouyaté, 8 Mariama Kouyaté, 3 |  | Dakar Arena, Dakar Arbitres : Walelign Gebeto (ETH), Ndeye Diagne (SEN), David Domingos (ANG) |

| 15 août 2019 19 h 00 UTC±00:00 | Rapport | Sénégal                                           | 88-54                    | Angola                                           |  | Dakar Arena, Dakar Arbitres : Oskars Lucis (LAT), Dorothy Okatch (BOT), Joyce Muchenu (ZIM) |
| 15 août 2019 19 h 00 UTC±00:00 | Rapport | Score par quart-temps : 20–17, 21–9, 23–15, 24-13 |                          |                                                  |  | Dakar Arena, Dakar Arbitres : Oskars Lucis (LAT), Dorothy Okatch (BOT), Joyce Muchenu (ZIM) |
| 15 août 2019 19 h 00 UTC±00:00 | Rapport | Astou Traoré, 17 Astou Traoré, 8 Bintou Diémé, 12 | Points Rebonds Passes d. | Luisa Macuto, 11 Luisa Macuto, 7 Italee Lucas, 2 |  | Dakar Arena, Dakar Arbitres : Oskars Lucis (LAT), Dorothy Okatch (BOT), Joyce Muchenu (ZIM) |

#### Barrages pour la cinquième place
| 16 août 2019 11 h 30 UTC±00:00 | Rapport | RD Congo                                                                                      | 54-47                    | Côte d'Ivoire                                      |  | Dakar Arena, Dakar Arbitres : Artur De Castro (MOZ), Mohamed Diawara (MLI), Erick Otieno (KEN) |
| 16 août 2019 11 h 30 UTC±00:00 | Rapport | Score par quart-temps : 8–19, 16–12, 23–6, 7–10                                               |                          |                                                    |  | Dakar Arena, Dakar Arbitres : Artur De Castro (MOZ), Mohamed Diawara (MLI), Erick Otieno (KEN) |
| 16 août 2019 11 h 30 UTC±00:00 | Rapport | Chanel Mokango, Mireille Muganza, 11 Chanel Mokango, Mireille Muganza, 8 Natacha Mambengya, 7 | Points Rebonds Passes d. | Kani Kouyaté, 13 Mariam Gnanou, 10 Kani Kouyaté, 3 |  | Dakar Arena, Dakar Arbitres : Artur De Castro (MOZ), Mohamed Diawara (MLI), Erick Otieno (KEN) |

| 16 août 2019 14 h 00 UTC±00:00 | Rapport | Angola                                            | 68-66                    | Égypte                                                |  | Dakar Arena, Dakar Arbitres : Ndeye Diagne (SEN), Opeyemi Ogunleye (NGA), Mbayi Ntela (COD) |
| 16 août 2019 14 h 00 UTC±00:00 | Rapport | Score par quart-temps : 22–20, 12–19, 11–20, 23–7 |                          |                                                       |  | Dakar Arena, Dakar Arbitres : Ndeye Diagne (SEN), Opeyemi Ogunleye (NGA), Mbayi Ntela (COD) |
| 16 août 2019 14 h 00 UTC±00:00 | Rapport | Italee Lucas, 14 Luisa Macuto, 6 Italee Lucas, 6  | Points Rebonds Passes d. | Raneem Elgedawy, 20 Raneem Elgedawy, 8 Reem Moussa, 3 |  | Dakar Arena, Dakar Arbitres : Ndeye Diagne (SEN), Opeyemi Ogunleye (NGA), Mbayi Ntela (COD) |

#### Demi-finales
| 16 août 2019 16 h 30 UTC±00:00 | Rapport | Nigeria                                            | 79-58                    | Mali                                                    |  | Dakar Arena, Dakar Arbitres : Walelign Gebeto (ETH), Arbia Belghith (TUN), Dorothy Okatch (BOT) |
| 16 août 2019 16 h 30 UTC±00:00 | Rapport | Score par quart-temps : 25–12, 17–16, 17–12, 20–18 |                          |                                                         |  | Dakar Arena, Dakar Arbitres : Walelign Gebeto (ETH), Arbia Belghith (TUN), Dorothy Okatch (BOT) |
| 16 août 2019 16 h 30 UTC±00:00 | Rapport | Ezinne Kalu, 19 Evelyn Akhator, 13 Ezinne Kalu, 5  | Points Rebonds Passes d. | Meiya Tireira, 14 Mariam Coulibaly, 10 cinq joueuses, 2 |  | Dakar Arena, Dakar Arbitres : Walelign Gebeto (ETH), Arbia Belghith (TUN), Dorothy Okatch (BOT) |

| 16 août 2019 19 h 00 UTC±00:00 | Rapport | Sénégal                                                        | 60-57                    | Mozambique                                         |  | Dakar Arena, Dakar Arbitres : Chahinaz Boussetta (MAR), Oskars Lucis (LAT), Aya Ahmed (EGY) |
| 16 août 2019 19 h 00 UTC±00:00 | Rapport | Score par quart-temps : 8–18, 11–17, 22–9, 19–13               |                          |                                                    |  | Dakar Arena, Dakar Arbitres : Chahinaz Boussetta (MAR), Oskars Lucis (LAT), Aya Ahmed (EGY) |
| 16 août 2019 19 h 00 UTC±00:00 | Rapport | Astou Traoré, 16 Fatou Diagne, Astou Traoré, 9 Bintou Diémé, 7 | Points Rebonds Passes d. | Leia Dongue, 18 Tamara Seda, 14 Ingvild Mucauro, 3 |  | Dakar Arena, Dakar Arbitres : Chahinaz Boussetta (MAR), Oskars Lucis (LAT), Aya Ahmed (EGY) |

#### Match pour la septième place
| 17 août 2019 13 h 30 UTC±00:00 | Rapport | Égypte                                                | 62-58                    | Côte d'Ivoire                                                         |  | Dakar Arena, Dakar Arbitres : Artur De Castro (MOZ), Ndeye Diagne (SEN), David Domingos (ANG) |
| 17 août 2019 13 h 30 UTC±00:00 | Rapport | Score par quart-temps : 25–13, 7–19, 18–14, 12–12     |                          |                                                                       |  | Dakar Arena, Dakar Arbitres : Artur De Castro (MOZ), Ndeye Diagne (SEN), David Domingos (ANG) |
| 17 août 2019 13 h 30 UTC±00:00 | Rapport | Menatalla Awad, 14 Hala El Shaarawy, 9 Reem Moussa, 6 | Points Rebonds Passes d. | trois joueuses, 9 Mariama Kouyaté, Mariam Gnanou, 9 Safiétou Kolga, 3 |  | Dakar Arena, Dakar Arbitres : Artur De Castro (MOZ), Ndeye Diagne (SEN), David Domingos (ANG) |

#### Match pour la cinquième place
| 17 août 2019 16 h 00 UTC±00:00 | Rapport | Angola                                               | 68-48                    | RD Congo                                                                                  |  | Dakar Arena, Dakar Arbitres : Joyce Muchenu (ZIM), Opeyemi Ogunleye (NGA), Arbia Belghith (TUN) |
| 17 août 2019 16 h 00 UTC±00:00 | Rapport | Score par quart-temps : 17–12, 4–12, 22–14, 25–10    |                          |                                                                                           |  | Dakar Arena, Dakar Arbitres : Joyce Muchenu (ZIM), Opeyemi Ogunleye (NGA), Arbia Belghith (TUN) |
| 17 août 2019 16 h 00 UTC±00:00 | Rapport | Italee Lucas, 18 Ngiendula Filipe, 8 Italee Lucas, 4 | Points Rebonds Passes d. | Pauline Akonga, 9 Pauline Akonga, Betty Kalanga, 8 Mireille Muganza, Marlène Ngobeleza, 2 |  | Dakar Arena, Dakar Arbitres : Joyce Muchenu (ZIM), Opeyemi Ogunleye (NGA), Arbia Belghith (TUN) |

#### Match pour la troisième place
| 18 août 2019 15 h 30 UTC±00:00 | Rapport | Mozambique                                              | 54-66                    | Mali                                                 |  | Dakar Arena, Dakar |
| 18 août 2019 15 h 30 UTC±00:00 | Rapport | Score par quart-temps : 8–19, 17–14, 15–18, 14–15       |                          |                                                      |  | Dakar Arena, Dakar |
| 18 août 2019 15 h 30 UTC±00:00 | Rapport | Leia Dongue, 22 Anabela Cossa, Seda, 6 Anabela Cossa, 4 | Points Rebonds Passes d. | Meiya Tireira, 21 Kadidia Maïga, 12 Touty Gandega, 6 |  | Dakar Arena, Dakar |

#### Finale
| 18 août 2019 18 h 00 UTC±00:00 | Rapport | Sénégal                                            | 55-60                    | Nigeria                                                               |  | Dakar Arena, Dakar |
| 18 août 2019 18 h 00 UTC±00:00 | Rapport | Score par quart-temps : 10–14, 14–18, 13–16, 18–12 |                          |                                                                       |  | Dakar Arena, Dakar |
| 18 août 2019 18 h 00 UTC±00:00 | Rapport | Astou Traoré, 13 Astou Traoré, 6 Bintou Diémé, 4   | Points Rebonds Passes d. | Evelyn Akhator, 14 Evelyn Akhator, 9 Adaora Elonu, Atonye Nyingifa, 3 |  | Dakar Arena, Dakar |

## Classement final
Les six premiers sont qualifiés pour le tournoi de pré-qualification olympique africain pour les JO de Tokyo 2020.
| Place                       | Équipes       | V-D |
| --------------------------- | ------------- | --- |
| Médaille d'or, Afrique      | Nigeria       | 5–0 |
| Médaille d'argent, Afrique  | Sénégal       | 4–1 |
| Médaille de bronze, Afrique | Mali          | 4–1 |
| 4                           | Mozambique    | 3–2 |
| 5                           | Angola        | 4–2 |
| 6                           | RD Congo      | 2–4 |
| 7                           | Égypte        | 2–4 |
| 8                           | Côte d'Ivoire | 2–4 |
| 9                           | Cap-Vert      | 1–2 |
| 10                          | Cameroun      | 1–2 |
| 11                          | Kenya         | 0–3 |
| 12                          | Tunisie       | 0–3 |

## Récompenses
- Meilleure joueuse :  Ezinne Kalu[27]
- Cinq majeur du tournoi [28] :
  -  Touty Gandega
  -  Evelyn Akhator
  -  Ezinne Kalu
  -  Astou Traoré
  -  Leia Dongue